# كاي ساج
كاي ساج (بالإنجليزية: Katherine Linn Sage)‏ هي كاتبة يوميات ورسامة أمريكية، ولدت في 25 يونيو 1898 في وترفليت في الولايات المتحدة، وتوفيت في 8 يناير 1963 في Woodbury, Connecticut ‏ في الولايات المتحدة بسبب إصابة بعيار ناري.

## وصلات خارجية
- كاي ساج على موقع الموسوعة البريطانية (الإنجليزية)